# آبراهه جنوبگان
آبراهه جنوبگان (انگلیسی: Antarctic Sound) پهنه‌ای از آب است که در حدود ۳۰ مایل دریایی (۵۶ کیلومتر) طول و از ۷ تا ۱۲ مایل دریایی (۱۳ تا ۲۲ کیلومتر) پهنا دارد و گروه جزیره‌های ژوان‌ویل را از انتهای شمال شرقی شبه‌جزیره جنوبگان جدا می‌کند. این آبراهه توسط هیات اکتشافی سوئدی به رهبری اتو نوردن‌شولد نامگذاری شد که در سال ۱۹۰۲ به فرماندهی کارل آنتون لارسن اولین کشتی را از آن گذراند. از سال ۲۰۰۵ کشتی‌های گردشی به این منطقه سفر کرده‌اند.